# Langelandia incostata
Langelandia incostata là một loài bọ cánh cứng trong họ Zopheridae. Loài này được Perris miêu tả khoa học năm 1869.